# Lucien Lévy-Bruhl
Lucien Lévy-Bruhl (Pariz, 10. travnja 1865. – Pariz, 13. ožujka 1939.), francuski filozof, sociolog i etnograf, poznat po svom zanimanju za istraživanje tzv. primitivnog mentaliteta.
Rođen je u Parizu gdje je bio profesor sve do zaposlenja na Sorboni, a kasnije predaje i na Harvardu, Jonhs Hopkins, te kalifornijskom Sveučilištu.
U svom najznačajnijem djelu, How Natives Think (1910.), raspravlja o fenomenu kojeg on sam određuje kao dva osnovna načina razmišljanja - "primitivno" i ono "zapadnjačko". Prvi oblik, prema Bruhlu, ne poznaje razliku između nadnaravnog i stvarnog, već se služi mističnim djelovanjima kako bi manipulirao svijetom. Riječ je o prvotnim, plemenskim društvenim zajednicama koje karakterizira slaba diferenciranost. Nasuprot primitivnom, zapadnjački um se služi razmišljanjem i logikom. Lévy-Bruhl iznosi tezu o kvalitativnoj razlici tih dvaju mentaliteta; religijska shvaćanja članova primitivnih društava su pred-logična i mistična, te stoga neusporedivo različita od modernog duha. Suprotno stajalište iznosi Durkheim koji tvrdi da je riječ o istom duhu, samo na drugačijoj razini razvoja.
Lévy-Bruhlov rad je pod utjecajem psihološke teorije Carla Gustava Junga, osobito koncepti kolektivne reprezentacije i mistične participacije.

## Djela
- Mental Functions in Primitive Societies (1910.)
- Primitive Mentality (1922.)
- The Soul of the Primitive (1928.)
- The Supernatural and the Nature of the Primitive Mind (1931.)
- Primitive Mythology (1935.)
- The Mystic Experience and Primitive Symbolism (1938.)

## Vanjske poveznice
- Biografija na engleskom